# Gone Girl – Das perfekte Opfer (Film)
Gone Girl – Das perfekte Opfer ist ein US-amerikanischer Psychothriller von David Fincher aus dem Jahr 2014, der auf dem gleichnamigen Roman von Gillian Flynn basiert, die auch das Drehbuch verfasste. Dabei schrieb sie für den Film einen grundlegend von ihrem Buch abweichenden dritten Akt. Der Kinostart in Deutschland war am 2. Oktober 2014. Der Film wurde in Los Angeles und Cape Girardeau, Missouri gedreht.

## Handlung
Nick und Amy Dunne führen nach außen hin eine unauffällige Ehe. Amy stammt aus einer Akademikerfamilie und besitzt mehrere Abschlüsse von Elite-Universitäten; ihre Eltern vermarkteten sie einst erfolgreich als Wunderkind und Kinderbuchfigur „Amazing Amy“. Der eher hemdsärmelige Nick kommt aus der Arbeiterschicht und ist kulturell eher uninteressiert. Als anfangs erfolgreiche Journalisten in New York wurden Nick und Amy durch die Krise der Printmedien jedoch arbeitslos und zogen in Nicks Heimat, die Kleinstadt North Carthage in Missouri, um Nicks Zwillingsschwester Margo bei der Pflege ihrer krebskranken Mutter zu helfen. Nach deren Tod betreibt Nick mit Margo eine kleine Bar in der Stadt; Amy ist nun eine kinderlose Hausfrau.
Am fünften Hochzeitstag verschwindet Amy spurlos. Als die Polizei unter Detective Rhonda Boney ermittelt, sieht es zunächst nach einer Entführung aus. Amys Eltern organisieren groß angelegte Suchaktionen und Medienappelle, an denen sich Nick nur zurückhaltend beteiligt. Während der Ermittlung gerät Nick zunehmend unter Verdacht, der sich durch das Bekanntwerden seiner Affäre mit der Studentin Andie Fitzgerald und den Fund von Amys Tagebuch erhärtet. Zudem finden die Ermittler Kreditkartenschulden, mit denen sich Nick offenbar teure Hobbys finanziert hat, während er gleichzeitig Amys Lebensversicherung erhöht hat. Nachdem im Haus schließlich verbliebene Blutspuren gefunden werden, gehen sowohl Polizei als auch Medien von einem Mord aus, den Nick verübt habe. Aufgrund Amys früherer Bekanntheit weckt der Fall eine hohe Medienaufmerksamkeit. Dabei schürt die Fernsehmoderatorin Ellen Abbott eine aggressive Hetzkampagne gegen Nick.
Währenddessen findet Nick heraus, dass Amy ihre eigene Ermordung systematisch vorgetäuscht hat, um ihn als Mörder dastehen zu lassen, da sie wegen seiner Affäre und der langsam zerbrechenden Ehe tief gekränkt war. Die auf Rache sinnende Frau fälschte ein komplettes Tagebuch mit zahlreichen Hinweisen auf die angeblich gewalttätige Veranlagung ihres Mannes, inszenierte eine Erhöhung ihrer Lebensversicherung und überzog die Kreditkarte unter seinem Namen. Sie täuschte eine Schwangerschaft vor und verteilte ihr Blut für Spuren am „Tatort“. Margo nimmt gemeinsam mit Nick und dem Staranwalt Tanner Bolt den Kampf gegen Amys Täuschungen auf, um ihn vor dem drohenden Todesurteil zu bewahren. Nick sucht einen ehemaligen Freund Amys namens Tommy O’Hara auf. Es stellt sich heraus, dass Amy ihm vor vielen Jahren mit ebenfalls inszenierten Indizien eine Verurteilung wegen sexueller Nötigung einbrockte.
Amy ist unterdessen in Ozarks Mountain Country in einem heimlich gekauften Kleinwagen unterwegs. Mit gezielten Hinweisen an Nick sowie die Polizei lenkt sie die Ermittlungen in die gewünschte Richtung. Sie plant zunächst, sich zu ertränken, entscheidet sich dann aber, ein neues Leben zu beginnen. Sie mietet sich anonym in einer rustikalen Feriensiedlung ein, wo ihr ein kriminelles junges Paar, das sich mit ihr angefreundet hat, das gesamte Geld raubt. Ihr bleibt daher keine andere Wahl, als ihren früheren Freund Desi Collings um Hilfe zu bitten. Der eher schüchterne und zurückhaltende Desi bringt sie in seinem luxuriösen Seehaus unter und zeigt sich offen für eine erneute Beziehung.
Derweil kann Nick Dunne die Öffentlichkeit in einem durch den Anwalt arrangierten Fernsehinterview von seiner Unschuld überzeugen, indem er Liebe zu Amy heuchelt und betont, man müsse Amy finden. Von Nicks Liebesschwüren im TV beeindruckt, plant Amy Desis Tod, um zu Nick zurückkehren zu können. Sie fügt sich zunächst falsche Spuren von Vergewaltigung und Fesselung zu, anschließend tötet sie den ahnungslosen Desi mit einem Teppichmesser und kehrt in blutverschmierten Kleidern nach Hause zurück. Sie hängt die „Entführung“ Desi an und beteuert gegenüber der Polizei, während einer Vergewaltigung seitens Desi in Notwehr gehandelt zu haben. Nick erkennt jedoch die Wahrheit und stellt ihr gegenüber klar, dass er sie sofort verlassen werde, sobald das Interesse der Presse abgeflacht sei. Als Amy dann aber mit Nicks eingefrorenem Sperma eine Schwangerschaft initiiert, sieht Nick, der jetzt weiß, wozu sie imstande ist, zum Schrecken seiner Schwester Margo, keine andere Möglichkeit mehr, als gegenüber der Öffentlichkeit den Schein der glücklichen Ehe weiter aufrechtzuerhalten, um sich selbst sowie sein künftiges Kind zu schützen.

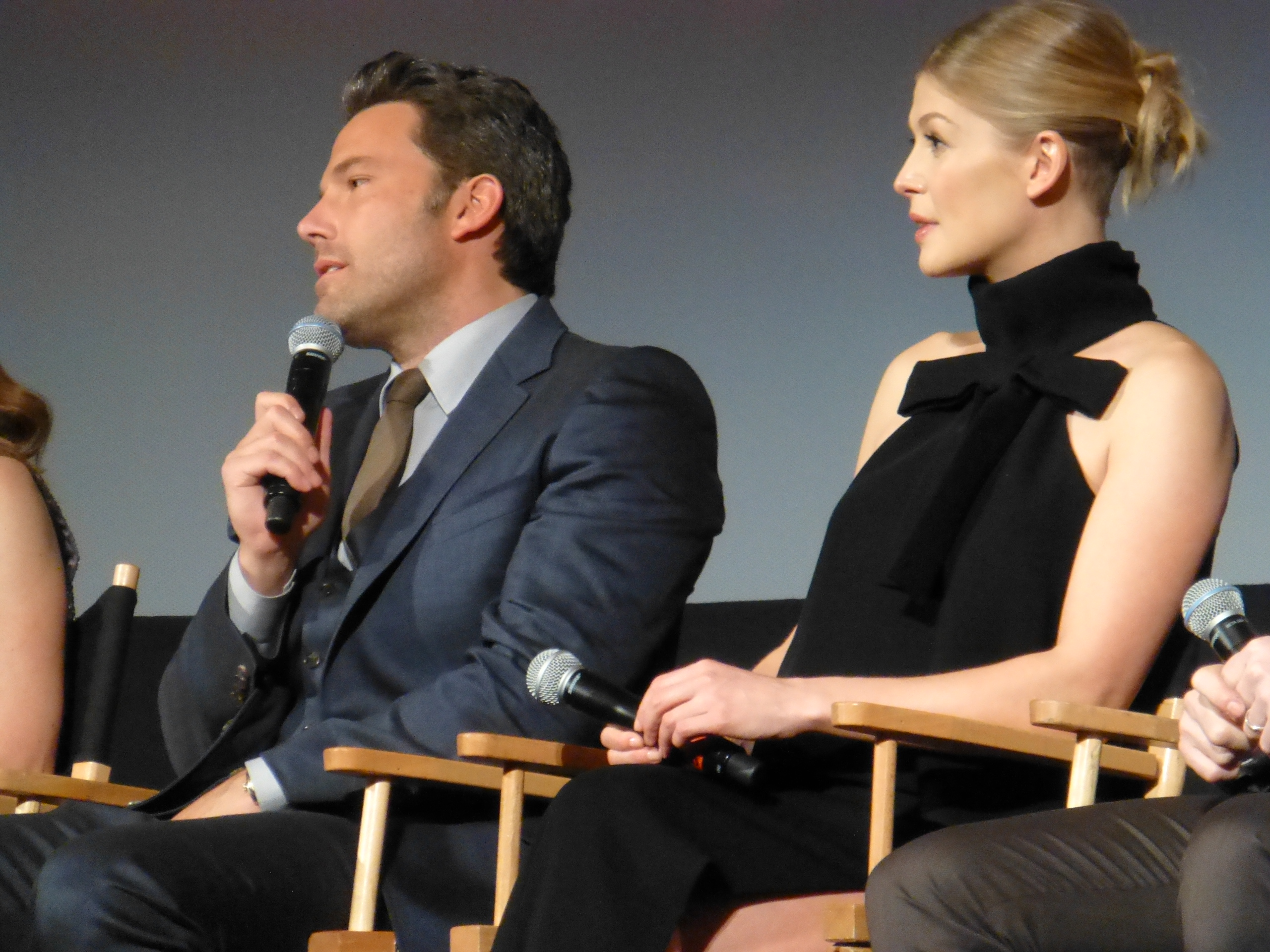
Die Hauptdarsteller Ben Affleck und Rosamund Pike im Oktober 2014 bei der Premiere des Films auf dem New York Film Festival

## Hintergrund
Kurz nach dem Erscheinen der Romanvorlage im Jahr 2012 wurde bekannt, dass Reese Witherspoon mit ihrer Firma Pacific Standard den Film produzieren würde. Der Roman der bis dahin wenig bekannten Autorin Gillian Flynn entwickelte sich schnell zu einem Überraschungserfolg. Reese Witherspoon war gemeinsam mit zahlreichen Kolleginnen wie Natalie Portman, Charlize Theron und Emily Blunt im Gespräch, die Hauptrolle der Amy Dunne zu übernehmen. Schließlich entschied man sich jedoch für Rosamund Pike. Die Dreharbeiten begannen am 11. September 2013 in Cape Girardeau (Missouri).
In den USA spielte der Film am Startwochenende 38 Millionen US-Dollar ein. Bis Mitte Februar 2015 lagen die Einnahmen bei knapp 368 Millionen US-Dollar, wovon 167 Millionen aus den USA kamen. In Deutschland sahen 215.000 Kinobesucher den Film am Startwochenende.

## Rezeption

### Kritik
Gone Girl – Das perfekte Opfer wurde überwiegend positiv aufgenommen. In der Internet Movie Database erhielt der Film 8,1 von 10 möglichen Sternen.
David Steinitz von der Süddeutschen Zeitung resümiert: „[Fincher] macht aus seinem Thriller einen fiesen Horrortrip über die Untiefen einer modernen Paarbeziehung, in der es gar nicht mehr um Schuldzuweisungen geht, sondern darum, wer im Alltag der tüchtigere Soziopath ist.“ Der Film sei ein „brillanter Thriller“.
Kino.de sieht es ähnlich: „David Fincher […] zeigt sich wieder als Meister seines Fachs: Wenige können so packend inszenieren, dass man vor Spannung alles um sich herum vergisst.“ Dazu würden auch die „grandiosen schauspielerischen Leistungen […] Ben Afflecks und Rosamunde [sic] Pikes“ beitragen.
Moviepilot.de hingegen sieht in dem Film gemeinsam mit Panic Room den schwächsten Film des Regisseurs. Die Story sei „nicht weiter bemerkenswert“ und weder sei sie einfallsreich inszeniert, noch äußerst packend oder enthalte ikonische Bilder. An den Verwicklungen der Akteure habe man schon nach kurzer Zeit nur noch wenig Interesse.
Empire-Redakteur Ian Freer urteilt: „Stylish, gewagt und voller Wendungen ist ‚Gone Girl‘ ein Date Movie à la David Fincher: düster, smart und gefährlich. Auch wenn das Finale nicht liefert, was vorher versprochen wurde, kann einem von den Wendungen, Überraschungen und der konsequenten Darstellung moralischer Verdorbenheit schwindlig werden.“ Er vergibt 4 von 5 möglichen Sternen.
Die Zeit lobt in ihrer Rezension vor allem die darstellerischen Fähigkeiten Ben Afflecks, der in seiner Rolle als untreuer Ehemann, Mordverdächtiger und schließlich Opfer eines hysterischen Medienmobs „der ganz große Wurf“ in der Besetzung sei. Die „bräsige, leicht unterbelichtete, amerikanische Mittelmäßigkeit“, die er zum Ausdruck bringe, sei „nie […] faszinierender zu begutachten“ gewesen. Ebenso wird die gelungene luxuriöse Inszenierung David Finchers herausgestellt, der die Gebrauchsprosa der Buchvorlage mit „sich wohldosiert verausgabenden Darstellern“ veredele, die „ihre Charaktere […] gerade seriös genug verkörpern, um deren Selbstdemontage nicht zu augenscheinlich zu forcieren“.
Ähnlich hebt der Spiegel in seiner Filmbesprechung die Regieleistung Finchers hervor, der mit seinem Film „großes Kino“ schaffe, in dem „Ironie und Grausamkeit, Zärtlichkeit und Terror brillant ins Verhältnis“ gesetzt würden, wie man „es so noch nicht im Kino gesehen“ habe. Affleck bleibe in seiner Darstellung zwar das „Abziehbild eines Bier trinkenden Testosteronmännchens“, lasse jedoch eben auf diese Weise Raum für das Spiel von Rosamund Pike, die jede Tonlage „zwischen tragisch verzagter Hipsterin und fröhlich aggressiver Manipulatorin“ perfekt beherrsche.
Die Welt sieht in ihrer Kritik in Finchers dramaturgisch verschlankter Verfilmung der Romanvorlage „eine Reise direkt ins Herz der Finsternis menschlichen Zusammenlebens“, die sich auf den Spuren von Hitchcocks Verdacht bewege. Fincher zerlege die Ehe mit klinischer Präzision und balanciere „auf dem schmalen Grat zwischen Glück und Elend“; der schöne Schein, der nach außen aufrechterhalten wird, werde mit „absurder Konsequenz“ aufgezeigt. Mit zynischer Klarsicht zeige Fincher, dass man „nie die ganze Wahrheit“ über seinen Lebensgefährten, dem man vermeintlich alles anvertrauen kann, wissen wird und auch „besser gar nicht wissen sollte“. Fincher habe so einen Film geschaffen, den auch Alfred Hitchcock und Ingmar Bergman gemeinsam gedreht haben könnten. Kritisiert wird allerdings die Behandlung des Romansujets, die „über weite Strecken unklar“ bleibe, da Gone Girl sich mehrere Male verwandele, „von einem Mordthriller in eine Rachefantasie und schließlich zum Grand-Guignol-Kasperletheater“.

### Auszeichnungen
British Academy Film Award
- Nominierung in der Kategorie Beste Hauptdarstellerin für Rosamund Pike
- Nominierung in der Kategorie Bestes adaptiertes Drehbuch für Gillian Flynn

Golden Globe Award
- Nominierung in der Kategorie Beste Regie für David Fincher
- Nominierung in der Kategorie Beste Hauptdarstellerin – Drama für Rosamund Pike
- Nominierung in der Kategorie Bestes Filmdrehbuch für Gillian Flynn
- Nominierung in der Kategorie Beste Filmmusik für Trent Reznor & Atticus Ross

National Board of Review
- Auszeichnung als einer der Top-Ten-Filme

Oscar
- Nominierung in der Kategorie Beste Hauptdarstellerin für Rosamund Pike

Satellite Award
- Nominierung in der Kategorie Bester Film
- Nominierung in der Kategorie Beste Regie für David Fincher
- Nominierung in der Kategorie Beste Hauptdarstellerin für Rosamund Pike
- Nominierung in der Kategorie Bestes adaptiertes Drehbuch für Gillian Flynn
- Nominierung in der Kategorie Beste Filmmusik für Trent Reznor & Atticus Ross
- Nominierung in der Kategorie Beste Kamera für Jeff Cronenweth
- Nominierung in der Kategorie Bester Tonschnitt für Ren Klyce & Steve Cantamessa

Saturn Award
- Auszeichnung in der Kategorie Bester Thriller
- Auszeichnung in der Kategorie Beste Hauptdarstellerin für Rosamund Pike

Screen Actors Guild Award
- Nominierung in der Kategorie Beste Hauptdarstellerin für Rosamund Pike